# Arroyo Venado, San Felipe Jalapa de Díaz
Arroyo Venado är en ort i Mexiko.   Den ligger i kommunen San Felipe Jalapa de Díaz och delstaten Oaxaca, i den sydöstra delen av landet, 300 km sydost om huvudstaden Mexico City. Arroyo Venado ligger 112 meter över havet och antalet invånare är 506.
Terrängen runt Arroyo Venado är varierad. Runt Arroyo Venado är det ganska glesbefolkat, med 39 invånare per kvadratkilometer. Närmaste större samhälle är San Felipe Jalapa de Díaz, 1,1 km sydväst om Arroyo Venado. Omgivningarna runt Arroyo Venado är en mosaik av jordbruksmark och naturlig växtlighet.